# 蒙萨卢佩
蒙萨卢佩，是西班牙卡斯蒂利亚-莱昂阿维拉省的一个市镇。 总面积18km2, 总人口78人（2001年），人口密度4人/km2。